# 172
172 (CLXXII) var ett skottår som började en tisdag i den julianska kalendern.

## Händelser

### Juni
- 11 juni – Det så kallade "miraklet i Mähren" inträffar. Romarna är omringade av quaderna i intensiv hetta, när en våldsam storm sveper iväg quaderna i ett moln av lera och vatten och de uttorkade romerska legionärerna friskas upp.

### Okänt datum
- Som en del av fredsavtalet med markomannerna låter Marcus Aurelius dem invandra till Romarriket och befolka delar, som har avfolkats till följd av pesten.
- Sarmatierna anfaller nedre Donaugränsen.
- Tatianus publicerar sin Diatessaron, en sammanfattning av de fyra evangelierna.
- Montanismen sprider sig genom Romarriket.
- Den östkinesiska Handynastins Jianning-era ersätts av Xiping-eran.

## Födda
- Filostratos från Aten, grekisk sofist (född omkring detta år)

## Avlidna
- Dou Miao, kinesisk kejsarinna.